# Luftschiffbau Zeppelin
Die Luftschiffbau Zeppelin GmbH (Eigenschreibweise: ZEPPELIN) wurde 1908 von Ferdinand Graf von Zeppelin gegründet, um Luftschiffe zu fertigen. Die Tochtergesellschaft Zeppelin GmbH ist die Managementholding des Zeppelin-Konzerns, eines internationalen Konzerns, dessen Schwerpunkte im Handel und der Vermietung von Baumaschinen liegen sowie in Antriebs- und Energiesystemen und im Ingenieur- und Anlagenbau. Das Unternehmen befindet sich im Besitz der Zeppelin-Stiftung in Verwaltung der Stadt Friedrichshafen.

## Geschichte
Nach der Zeppelinspende des deutschen Volkes wurde im Jahr 1908 die Zeppelin-Stiftung eingerichtet und die Luftschiffbau Zeppelin GmbH gegründet, die seither im Eigentum der Stiftung steht. Firmenleiter wurde Alfred Colsman. Ludwig Dürr war ab dem 8. Juli 1913 als technischer Direktor tätig.
1909 wurde die Carbonium GmbH gegründet. Sie sollte Wasserstoff für die Zeppeline liefern, wurde jedoch am 19. Juli 1910 bei einer Explosion zerstört und 1914 durch eine andere Wasserstofffabrik ersetzt. Zur Fertigung von Luftschiffmotoren wurde am 23. März 1909 die Luftfahrzeug-Motorenbau GmbH durch Graf Zeppelin und Karl Maybach in Bissingen/Enz gegründet. 1912 erfolgte der Umzug nach Friedrichshafen und die Umfirmierung in Motorenbau GmbH Friedrichshafen, die im Mai 1918 in Maybach-Motorenbau GmbH umbenannt wurde und die Motoren für alle Zeppeline bis einschließlich LZ 127 herstellte. Das heutige Nachfolgeunternehmen ist die MTU Friedrichshafen. Am 16. November 1909 wurde die DELAG gegründet. Sie erwarb die meisten zivilen Luftschiffe der Luftschiffbau Zeppelin GmbH und betrieb sie. 1912 wurde die Flugzeugwerke Friedrichshafen GmbH durch Theodor Kober mit persönlicher Unterstützung durch Graf Zeppelin gegründet. 1914 wurde für den Zeppelin-Mitarbeiter Claude Dornier, der 1910 in die Firma eingetreten war, die Abteilung DO in der Luftschiffbau Zeppelin GmbH gebildet, um im Auftrag von Graf Zeppelin große Ganzmetall-Flugboote zu bauen. 1916 wurde diese Abteilung in die Zeppelin GmbH Lindau eingebracht, die später in Dornier Metallbauten GmbH umfirmierte und 1932 aus dem Zeppelin-Konzern ausschied. 1915 wurde die Zahnradfabrik GmbH gegründet, um Getriebeteile für den Antrieb der Luftschrauben der Zeppeline zu fertigen. Sie wurde 1921 zur Zahnradfabrik Friedrichshafen AG, heute ZF Friedrichshafen AG.
Bis zum Ersten Weltkrieg fertigte die Firma 21 Zeppeline (LZ 5 bis LZ 25). Einige davon gingen an die DELAG, andere an das deutsche Militär.
Daneben entstanden noch eine Reihe weiterer Unternehmen und Gesellschaften, wie beispielsweise die Zeppelin Wohlfahrt GmbH.

## Erster Weltkrieg
Die Luftschiffbau Zeppelin GmbH fertigte die Militärluftschiffe mit den fortlaufenden Baunummern LZ 24 bis LZ 114 an verschiedenen Standorten in Deutschland. Daneben entwickelte sich Friedrichshafen zu einem deutschen Rüstungszentrum, nicht zuletzt auf dem Gebiet des Flugzeugbaus. 1918 arbeiteten rund 4000 Angestellte bei Zeppelin. Neben dem Luftschiffbau erkannte Graf Zeppelin sehr weitsichtig, dass das Großflugzeug über kurz oder lang das Luftschiff ablösen würde. Deshalb entstanden Abteilungen für den Großflugzeugbau in Gotha (später in Staaken) unter Alexander Baumann und Adolf Rohrbach sowie in Friedrichshafen unter Claude Dornier.

## Zwischen den Kriegen

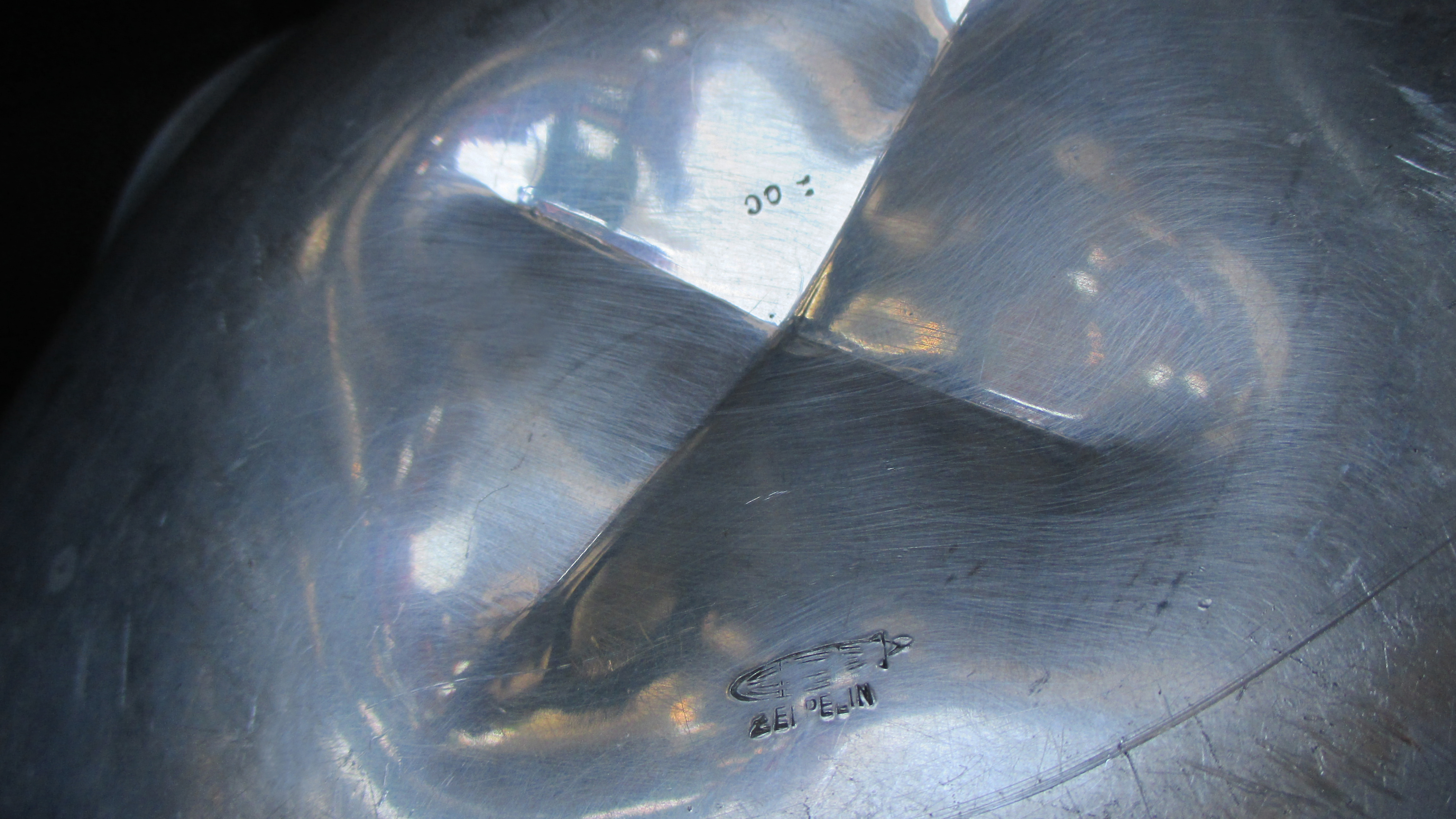
Luftschiffbau Zeppelin – Großer Teller aus dem Service eines Luftschiffes – Rückseite

Nach dem Ende des Ersten Weltkrieges brach die Beschäftigtenzahl bei Zeppelin ein. Der Bau von Luftschiffen wurde verboten, die noch vorhandenen Schiffe mussten den Alliierten übergeben werden. Viele Luftschiffhallen mussten demontiert werden. In dieser und der folgenden Zeit wurde eine Vielzahl von Haushaltsgegenständen aus Aluminium wie z. B. Vasen, Teller und Service-Teile hergestellt.
1919 wurde wieder ein Luftschiff gebaut. Der kleinste in dieser Zeit gebaute Zeppelin LZ 120 „Bodensee“ stieg im August 1919 zum ersten Mal auf. Nach einer Saison mussten er sowie sein Schwesterluftschiff LZ 121 „Nordstern“ als Reparation abgegeben werden.
1921 wurde die Aero-Union AG gegründet. Aktionäre waren die AEG und die HAPAG mit je 40 Prozent sowie die Luftschiffbau Zeppelin GmbH mit 20 Prozent.
1922 bis 1923 gelang es, einen Auftrag für ein großes Starrluftschiff zu erhalten. LZ 126 wurde für die US-amerikanische Marine gebaut und in den folgenden Jahren in den USA unter der Bezeichnung ZR-3 USS Los Angeles zum erfolgreichsten US-Starrluftschiff. Mit diesem Bau war zunächst die Existenz der Werft gesichert, und es wurde die Grundlage für eine Wiederbelebung des Luftschiffgedankens in Deutschland geschaffen.
Nach dem Fall der Beschränkungen für den Luftschiffbau wurde LZ 127 gefertigt. Getauft auf den Namen des Firmengründers wurde der „Graf Zeppelin“ für die DELAG zum erfolgreichsten deutschen Luftschiff und Pionier des Transatlantik-Luftverkehrs. Er war sowohl das letzte Luftschiff, das die DELAG von der Luftschiffbau Zeppelin übernahm, als auch der letzte Zeppelin mit Motoren von Maybach.
1924 wurde gemeinsam mit dem US-amerikanischen Luftschiffbauer Goodyear die Goodyear-Zeppelin Corporation gegründet. An dem Joint Venture war die Luftschiffbau Zeppelin zu einem Drittel beteiligt. Geplant war die Kooperation beim Luftschiffbau und dem Aufbau eines transkontinentalen Passagierdienstes.
1928 erhielt die Goodyear-Zeppelin Corporation den Auftrag für den Bau von zwei Großluftschiffen, der USS Akron und USS Macon, im Wert von acht Millionen Dollar. Beide Luftschiffe wurden von der US-Marine als fliegende Flugzeugträger verwendet.
Die Deutsche Zeppelin-Reederei wurde 1935 mit staatlicher Beteiligung des Deutschen Reiches gegründet. Sie sollte LZ 129 „Hindenburg“ betreiben.
Mit dem Schwesterluftschiff der Hindenburg, LZ 130 „Graf Zeppelin“, fertigte Zeppelin im Jahr 1938 das bis in die Gegenwart letzte bemannte Starrluftschiff. Diese beiden Zeppeline waren mit einem Volumen von je 200.000 m³ die größten je gebauten Luftschiffe. Der Bau von LZ 131 mit einem geplanten Volumen von 223.000 m³ wurde noch begonnen, aber nach Kriegsbeginn eingestellt.

## Zweiter Weltkrieg

Bei Zeppelin gebaute Parabolantenne eines „Würzburg-Riese“-Funkmessgerätes von Telefunken auf dem Gelände des Militärhistorischen Museums Berlin-Gatow

Im Zweiten Weltkrieg war Friedrichshafen eines der großen Rüstungszentren des Deutschen Reiches. Die Luftschiffbau Zeppelin fertigte unter anderem Antennen für Peil- und Radargeräte (z. B. die „Würzburg-Riesen“), Fallschirme sowie Teile für den Flugzeug- und Raketenbau (unter anderem die A4-Rakete). Ihr war mit dem KZ-Außenlager Friedrichshafen ein eigenes Außenlager des KZ Dachau zugeordnet, in dem Zwangsarbeiter für die Zeppelin-Werke untergebracht waren. Ebenfalls von der Luftschiffbau Zeppelin GmbH betrieben wurde das KZ-Außenlager Saulgau, das sich zwischen dem 14. August 1943 und dem 22. April 1945 beim Bahnhof Saulgau neben dem Produktionsgelände der Josef Bautz AG befand.
1944 wurden Hallen in Friedrichshafen von den Alliierten bombardiert.

## Nach dem Zweiten Weltkrieg
Nach dem Ende des Krieges war die Ära der Luftschiffe zu Ende, der deutsche Luftschiffbau wurde zur Auflösung verurteilt und der technische Direktor Ludwig Dürr trat in den Ruhestand.
Zwar war es dem Unternehmen nun untersagt, Luftschiffe zu bauen, jedoch entwickelten sich Firmen, die für die Zeppelin-Gruppe gegründet worden waren, weiter. 1950 wurde die neue Tochtergesellschaft Metallwerk Friedrichshafen GmbH gegründet, die 1994 in Zeppelin GmbH umfirmiert wurde. Aus dieser Gesellschaft entstand ein weltweit agierender Konzern. Von einer Tochtergesellschaft, der Zeppelin Baumaschinen werden auf dem deutschen Markt Caterpillar Maschinen und Motoren vertrieben. Ein weiteres Unternehmen in diesem Konzern, die Zeppelin Systems, stellt Maschinen, Apparate und komplette Anlagen zur Förderung, Lagerung und Handhabung industrieller Schüttgüter (vorwiegend für Kunststoffe) selbst her und gehört in diesem Sektor zu den Weltmarktführern.
Ein weiterer Ableger aus dem Zeppelin-Konzern entstand durch die Auslagerung eines Teils der Zeppelin Metallwerke, die heute unter dem Namen Zeppelin Mobile Systeme firmiert. Sie befasst sich mit dem Bau von Leichtbau-Containern. Diese Aluminium-Shelter finden vor allem Einsatz im Bereich des Militärs und bei mobilen Krankenhäusern.

## Neue Luftschiffe in den 1990er Jahren
1990 erfolgte die Patentanmeldung für ein „halbstarres Luftschiff mit Druck gestützter Hülle“ für die Luftschiffbau Zeppelin GmbH. 1993 wurde die Zeppelin Luftschifftechnik (ZLT), mit der Luftschiffbau Zeppelin und ZF Friedrichshafen als Hauptanteilseigner, gegründet. Sie entwickelt und baut halbstarre Luftschiffe vom Typ Zeppelin NT. 1997 fand der Jungfernflug des ersten Zeppelin NT statt. 2001 erfolgte die Neugründung der Deutschen Zeppelin-Reederei (DZR) als 100-prozentige Tochter der ZLT. Sie betreibt die Zeppelin NT-Luftschiffe.

## Museen
Heute beschäftigen sich auch eine Reihe von Museen mit dem Unternehmen und dem Thema Zeppelin, wie z. B.
- Zeppelin-Museum in Friedrichshafen, welches sich im ehemaligen Hafenbahnhof befindet
- eine Privatsammlung befindet sich im Zeppelin-Museum Meersburg
- im Neu-Isenburger Stadtteil Zeppelinheim befindet sich das Zeppelin-Museum Zeppelinheim